# Piaszczyna (przystanek kolejowy)
Piaszczyna – dawna stacja kolejowa nieistniejącej linii kolejowej Bytów – Miastko w Piaszczynie (niem.Reinwasser), obecnie w województwie pomorskim, w Polsce.